# صفائحيات
الصفائحيات أو المرجان الصفائحي (الاسم العلمي: Tabulata)، وهي رتبة من الأشكال المنقرضة للمرجان. وهي تقريبا دائما مستعمرة، مشكلة مستعمرات من خلايا سداسية مستقلة معروفة باسم الكوراليت تعرف بواسطة هيكلها العظمي الذي يتكون من الكالسيت، خلاياها متجاورة لها مسام صغيرة شبيهة بمظهر قرص العسل.